# Велдкамп, Барт
Барт Велдкамп (нидерл. Bart Veldkamp, р. 22 ноября 1967, Гаага, Нидерланды) — бельгийский и нидерландский конькобежец, Олимпийский чемпион 1992 года на 10000 м, бронзовый призёр Олимпийских игр 1994 и 1998 годов, Чемпион Европы в классическом многоборье, многократный призёр чемпионатов мира. До 1998 года выступал за сборную Нидерландов. Участник пяти Зимних Олимпийских игр (1992—2006).

## Биография

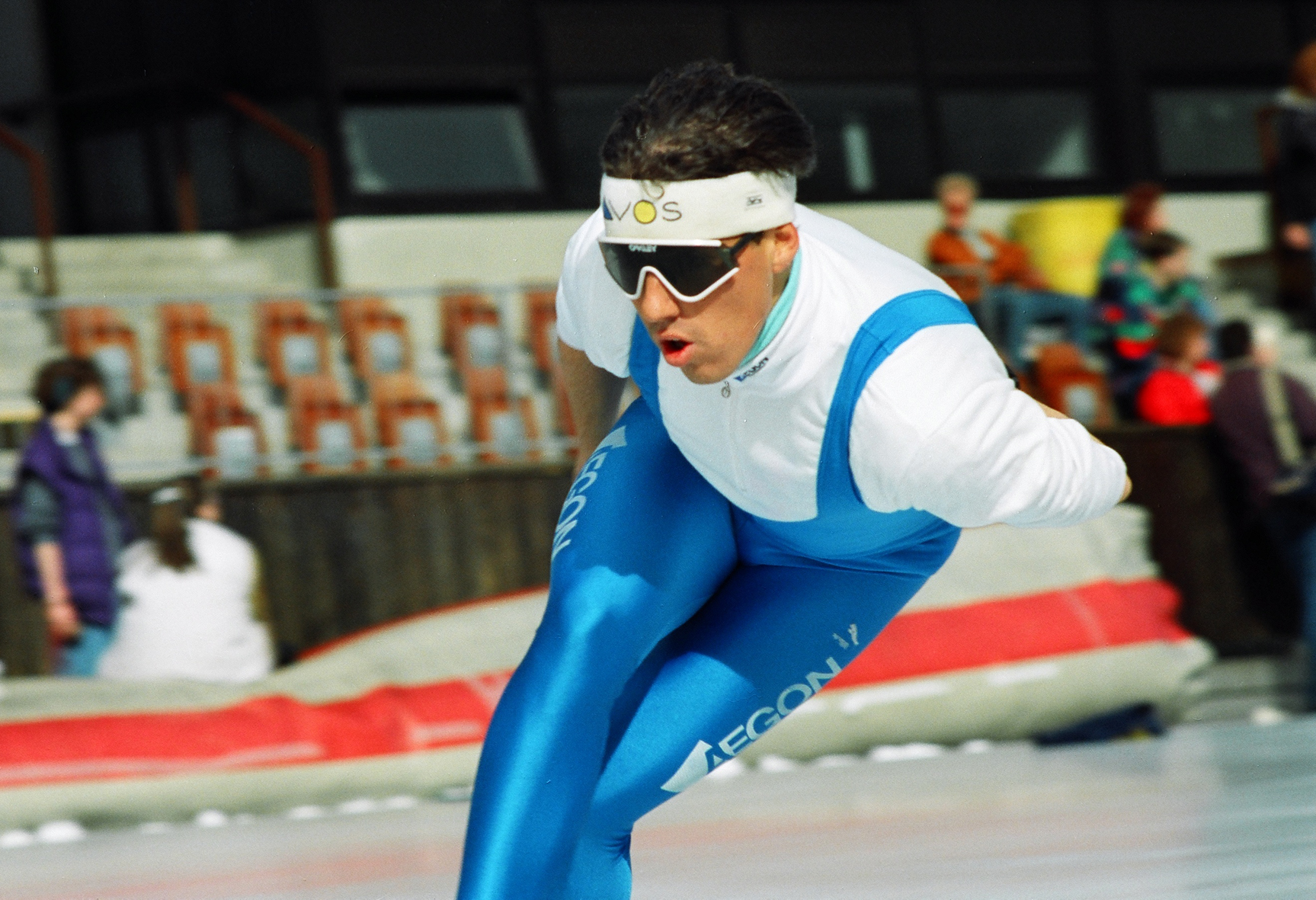
Велдкамп на тренировке

В 1990 году выиграл чемпионат Европы. В 1992 году на Олимпиаде в Альбервиле выиграл дистанцию 10000 м. На следующей Олимпиаде в Лиллехамере в 1994-м стал третьим на 10000 м.
Перед Олимпийскими играми 1998 года сменил гражданство на бельгийское, чтобы не проходить тяжелые отборочные соревнования в Нидерландах. В Нагано Барт выиграл бронзовую медаль на 5000 м, которая для Бельгии стала первой в конькобежном спорте.
Также участвовал на Олимпийских играх 2002 и 2006 годов, но не смог показать выше 8-го места. Перед Олимпиадой в Турине объявил, что эти соревнования станут последними в его карьере. В конце дистанции 10000 м болельщики на трибунах скандировали ему, признавая заслуги в спорте.
По окончании спортивной карьеры работал спортивным комментатором на нидерландском телевидении и тренером.
В начале сезона 2012/2013 Велдкамп ушёл с работы тренером коммерческой нидерландской команды TVM и стал тренером сборной Бельгии, за которую сам выступал.

## Рекорды мира
За свою карьеру установил два мировых рекорда. Первый на дистанции 5000 м был установлен на Олимпиаде в Нагано и продержался лишь несколько минут, пока его время не побили Ринтье Ритсма, а потом Джанни Ромме.
Второй на 3000 метров установлен в марте 1998 года и продержался один год.
| Дистанция | Время   | Дата           | Место   |
| --------- | ------- | -------------- | ------- |
| 5000 м    | 6:28.31 | 8 февраля 1998 | Нагано  |
| 3000 м    | 3:48.91 | 21 марта 1998  | Калгари |